# Código ATC N02
O Código ATC N02 (Analgésicos) é um subgrupo terapêutico da classificação ATC (Anatomical Therapeutic Chemical Classification System), um sistema de códigos alfanuméricos desenvolvido pela Organização Mundial da Saúde (OMS) para classificar medicamentos e outros produtos médicos. O subgrupo N02 faz parte do grupo anatômico N (sistema nervoso).
Os códigos para uso veterinário (códigos ATCvet) podem ser criados colocando a letra Q antes do código ATC para uso humano: por exemplo, QN02. Os códigos ATCvet sem os códigos ATC humanos correspondentes são citados com a letra Q inicial nessa lista.    

## N02AOpioides

### N02AA Alcalóides naturais do ópio
N02AA01 Morfina
N02AA02 Ópio
N02AA03 Hidromorfona
N02AA04 Nicomorfina
N02AA05 Oxicodona
N02AA08 Di-hidrocodeína
N02AA09 Diamorfina
N02AA10 Papaveretum
N02AA51 Morfina, associações
N02AA53 Hidromorfona e naloxona
N02AA55 Oxicodona e Naloxona
N02AA56 Oxicodona e Naltrexona
N02AA58 Di-hidrocodeína, associações
N02AA59 Codeína, combinações excluindo psicolépticos
N02AA79 Codeína, associações com psicolépticos

### N02AB Derivados dafenilpiperidina
N02AB01 Cetobemidona
N02AB02 Petidina
N02AB03 Fentanil
N02AB52 Petidina, associações, exceto psicolépticos
QN02AB53 Fentanil, associações, exceto psicolépticos
N02AB72 Petidina, associações com psicolépticos
QN02AB73 Fentanil, associações com psicolépticos

### N02AC Derivados dedifenilpropilamina
N02AC01 Dextromoramida
N02AC03 Piritramida
N02AC04 Dextropropoxifeno
N02AC05 Bezitramida
N02AC52 Metadona, associações, exceto psicolépticos
N02AC54 Dextropropoxifeno, associações, exceto psicolépticos
N02AC74 Dextropropoxifeno, associações com psicolépticos
QN02AC90 Metadona

### N02AD Derivados do benzomorfano
N02AD01 Pentazocina
N02AD02 Fenazocina

### N02AE Derivados daoripavina
N02AE01 Buprenorfina
QN02AE90 Etorfina
QN02AE99 Derivados de Oripavina, associações

### N02AF  Derivados demorfinan
N02AF01 Butorfanol
N02AF02 Nalbufina

### N02AG Opioides em combinação comantiespasmódicos
N02AG01 Morfina e antiespasmódicos
N02AG02 Cetobemidona e antiespasmódicos
N02AG03 Petidina e antiespasmódicos
N02AG04 Hidromorfona e antiespasmódicos

### N02AJ Opioides em combinação com analgésicos não opioides
N02AJ01 Di-hidrocodeína e paracetamol
N02AJ02 Di-hidrocodeína e ácido acetilsalicílico
N02AJ03 Di-hidrocodeína e outros analgésicos não opioides
N02AJ06 Codeína e paracetamol
N02AJ07 Codeína e ácido acetilsalicílico
N02AJ08 Codeína e ibuprofeno
N02AJ09 Codeína e outros analgésicos não opioides
N02AJ13 Tramadol e paracetamol
N02AJ14 Tramadol e dexcetoprofeno
N02AJ15 Tramadol e outros analgésicos não opioides
N02AJ17 Oxicodona e paracetamol
N02AJ18 Oxicodona e ácido acetilsalicílico
N02AJ19 Oxicodona e ibuprofeno

### N02AX Outros opioides
N02AX01 Tilidina
N02AX02 Tramadol
N02AX03 Dezocina
N02AX05 Meptazinol
N02AX06 Tapentadol

## N02B Outros analgésicos eantipiréticos

### N02BAÁcido salicílicoe derivados
N02BA01 Ácido acetilsalicílico
N02BA02 Aloxiprin
N02BA03 Salicilato de colina
N02BA04 Salicilato de sódio
N02BA05 Salicilamida
N02BA06 Salsalate
N02BA07 Etenzamida
N02BA08 Salicilato de morfolina
N02BA09 Dipirocetil
N02BA10 Benorilato
N02BA11 Diflunisal
N02BA12 Salicilato de potássio
N02BA14 Guacetisal
N02BA15 Carbasalato de cálcio
N02BA16 Salicilato de imidazol
N02BA51 Ácido acetilsalicílico, associações, exceto psicolépticos
N02BA55 Salicilamida, associações, exceto psicolépticos
N02BA57 Etenzamida, associações, exceto  psicolépticos
N02BA59 Dipirocetil, associações, exceto psicolépticos
N02BA65 Carbasalato de cálcio, combinações, exceto psicolépticos
N02BA71 Ácido acetilsalicílico, associações com psicolépticos
N02BA75 Salicilamida, associações com psicolépticos
N02BA77 Etenzamida, associações com psicolépticos
N02BA79 Dipirocetil, associações com psicolépticos

### N02BBPirazolonas
N02BB01 Fenazona
N02BB02 Metamizol
N02BB03 Aminofenazona
N02BB04 Propifenazona
N02BB05 Nifenazona
N02BB51 Fenazona, associações, exceto psicolépticos
N02BB52 Metamizol de sódio, associações, exceto psicolépticos
N02BB53 Aminofenazona, associações, exceto psicolépticos
N02BB54 Propifenazona, associações, exceto psicolépticos
N02BB71 Fenazona, associações com psicolépticos
N02BB72 Metamizol de sódio, associações com psicolépticos
N02BB73 Aminofenazona, associações com psicolépticos
N02BB74 Propifenazona, associações com psicolépticos

### N02BEAnilidas
N02BE01 Paracetamol
N02BE03 Fenacetina
N02BE04 Bucetin
N02BE05 Propacetamol
N02BE51 Paracetamol, associações, exceto psicolépticos
N02BE53 Fenacetina, combinações, exceto psicolépticos
N02BE54 Bucetin, combinações, exceto psicolépticos
N02BE71 Paracetamol, associações com psicolépticos
N02BE73 Fenacetina, associações com psicolépticos
N02BE74 Bucetin, associações com psicolépticos

### N02BG Outros analgésicos e antipiréticos
N02BG02 Rimazólio
N02BG03 Glafenina
N02BG04 Floctafenina
N02BG05 Viminol
N02BG06 Nefopam
N02BG07 Flupirtina
N02BG08 Ziconotida
N02BG09 Metoxiflurano
N02BG10 Canabinóides (inclui nabiximóis)
QN02BG90 Frunevetmab
QN02BG91 Bedinvetmab

## N02C Preparaçõesantienxaqueca

### N02CA Alcalóides doergot
N02CA01 Di-hidroergotamina
N02CA02 Ergotamina
N02CA04 Metisergida
N02CA07 Lisurida
N02CA51 Di-hidroergotamina, combinações
N02CA52 Ergotamina, associações, exceto psicolépticos
N02CA72 Ergotamina, associações com psicolépticos

### N02CB Derivados decorticosteroides
N02CB01 Flumedroxona

### N02CCAgonistas seletivos da serotonina (5-HT1)
N02CC01 Sumatriptano
N02CC02 Naratriptano
N02CC03 Zolmitriptano
N02CC04 Rizatriptano
N02CC05 Almotriptano
N02CC06 Eletriptano
N02CC07 Frovatriptano

### N02CD Antagonistas de peptídeo relacionado ao gene dacalcitonina(CGRP)
N02CD01 Erenumabe
N02CD02 Galcanezumabe
N02CD03 Fremanezumabe

### N02CX Outras preparações anti-enxaqueca
N02CX01 Pizotifeno
N02CX02 Clonidina
N02CX03 Iprazocromo
N02CX05 Dimetotiazina
N02CX06 Oxetorona